# Local Government Act 1974 (Neuseeland)
Der Local Government Act 1974 ist ein Gesetz über die Neuordnung von Distrikten und der Funktionen von lokalen Behörden in Neuseeland.

## Das Gesetz
Das Gesetz war in seiner ursprünglichen Form ein Regelwerk, um die historischen Unterschiede zwischen den städtischen Gebietskörperschaften, wie den Boroughs und Cities auf der einen Seite und den ländlichen Gebietskörperschaften, wie den Counties auf der anderen Seite, aufzulösen. Bis auf wenige große Städte, die einen Stadtstatus mit eigener Verwaltung und Regierung erhielten, wurden mit dem Gesetz die kleineren Städte, Orte und dörfliche Gemeinschaften administrativ zusammengefasst und in neu geschaffenen Distrikten vereinigt. So schuf man über diese Reform, die sich bis in die späten 1980er Jahre hinzog, im Gegensatz zu den früheren 850 lokalen Verwaltungen nun 86 Kommunalverwaltungen, von denen 16 als Regionalverwaltungen ausgeführt wurden.
Für diese Reform mussten ebenso Gesetze wie der Municipal Corporations Act 1954, der Counties Act 1956, der Local Authorities (Petroleum Tax) Act 1970 sowie einige weitere Gesetze geändert bzw. angepasst werden.
Im Laufe der Jahre wurde der Local Government Act 1974 immer wieder neueren Bedingungen und anderen Gesetzen angepasst, sodass heute der allergrößte Teil des Gesetzes mit Repealed (aufgehoben) gekennzeichnet ist.